# Associazione Calcio Fiorentina 1957-1958
Questa voce raccoglie le informazioni riguardanti l'Associazione Calcio Fiorentina nelle competizioni ufficiali della stagione 1957-1958.

## Stagione

Enzo Robotti

La stagione 1957-58 si conclude con un altro secondo posto, dietro la Juventus. Due simboli dello scudetto di appena due anni prima se ne vanno a fine stagione: il grande allenatore Bernardini e Julinho, il forte brasiliano che sente nostalgia della terra di casa. Il capitano Rosetta, dopo quasi dieci anni in viola, già da questa stagione si accasa a Verona per finire la sua carriera.

Romano Taccola

In entrata la novità più grande è data dall'arrivo del forte argentino Francisco Lojacono. Oltre a Lojacono arriva in viola anche il buon terzino destro Enzo Robotti, destinato a diventare una bandiera della squadra. Da segnalare un rotondo 6-1 contro la sorpresa Padova di Nereo Rocco, terza a fine campionato, e il 2-1 del Franchi contro la Juventus campione.
La compagine viola quest'anno arrivò ad un soffio dalla seconda vittoria in Coppa Italia, dopo quella ottenuta nel 1939-40. La Coppa Italia rinata dopo quindici anni e disputata in questa stagione è giunta alla decima edizione. La Fiorentina ha ottenuto otto vittorie consecutive tra girone G eliminatorio, quarti di finale e semifinale, per poi cedere il trofeo alla Lazio nella finale che si è disputata a Roma il 24 settembre 1958, con il punteggio (1-0).

## Rosa
| N. |                   | Ruolo | Calciatore       |
| -- | ----------------- | ----- | ---------------- |
|    | Italia (bandiera) | P     | Riccardo Toros   |
|    | Italia (bandiera) | P     | Giuliano Sarti   |
|    | Italia (bandiera) | D     | Sergio Cervato   |
|    | Italia (bandiera) | D     | Ardico Magnini   |
|    | Italia (bandiera) | D     | Alberto Orzan    |
|    | Italia (bandiera) | D     | Enzo Robotti     |
|    | Italia (bandiera) | D     | Orlando Biagi    |
|    | Italia (bandiera) | D     | Sergio Carpanesi |
|    | Italia (bandiera) | C     | Aldo Scaramucci  |
|    | Italia (bandiera) | C     | Maurilio Prini   |

| N. |                      | Ruolo | Calciatore                |
| -- | -------------------- | ----- | ------------------------- |
|    | Brasile (bandiera)   | C     | Julinho                   |
|    | Italia (bandiera)    | C     | Claudio Bizzarri          |
|    | Italia (bandiera)    | C     | Giuseppe Chiappella       |
|    | Italia (bandiera)    | C     | Armando Segato (capitano) |
|    | Argentina (bandiera) | C     | Francisco Lojacono        |
|    | Italia (bandiera)    | C     | Paolo Morosi              |
|    | Italia (bandiera)    | A     | Giuseppe Virgili          |
|    | Argentina (bandiera) | A     | Miguel Montuori           |
|    | Italia (bandiera)    | A     | Romano Taccola            |
|    | Italia (bandiera)    | A     | Guido Gratton             |

## Risultati

### Serie A

#### Girone di andata
| Arbitro: | Moriconi (Roma) |

|            |           |  |
| Vitali 33’ | Marcatori |  |

| Arbitro: | Marangio (Roma) |

|             |           |             |
| Cervato 47’ | Marcatori | 23’ Firmani |

| Arbitro: | Rigato (Mestre) |

|  |           |                                       |
|  | Marcatori | 22’ Gratton 47’ Lojacono 49’ Montuori |

| Arbitro: | Liverani (Torino) |

|                        |           |  |
| Montuori 51’ Prini 88’ | Marcatori |  |

| Arbitro: | Groppi |

|                                       |           |  |
| Fusato 6’ Aronsson 75’ Antoniotti 87’ | Marcatori |  |

| Arbitro: | Lo Bello (Siracusa) |

|             |           |                                       |
| Abbadie 34’ | Marcatori | 29’ Montuori 67’ Lojacono 78’ Julinho |

| Arbitro: | Pieri (Trieste) |

|                          |           |  |
| Montuori 57’ Magnini 68’ | Marcatori |  |

| Arbitro: | Bonetto (Torino) |

|                                            |           |             |
| Cervato 13’ Lojacono 17’, 62’ Bizzarri 61’ | Marcatori | 88’ Vinicio |

| Arbitro: | Rigato (Mestre) |

|                    |           |                           |
| Muccinelli 1’, 69’ | Marcatori | 19’ Lojacono 81’ Montuori |

| Arbitro: | Marchetti (Milano) |

|                                |           |            |
| Gratton 37’ Cervato 82’ (rig.) | Marcatori | 60’ Armano |

| Arbitro: | Orlandini (Roma) |

|  |           |              |
|  | Marcatori | 42’ Lojacono |

| Firenze 24 novembre 1957 12ª giornata | Fiorentina      | 0 – 0 | Inter | Stadio Comunale\| Arbitro: \| Maurelli (Roma) \| |
| Arbitro:                              | Maurelli (Roma) |       |       |                                                  |

| Arbitro: | Rigato (Mestre) |

|                   |           |                        |
| Broccini 58’, 74’ | Marcatori | 5’ Virgili 40’ Julinho |

| Arbitro: | Lo Bello (Siracusa) |

|                          |           |             |
| Montuori 24’ Virgili 82’ | Marcatori | 35’ Charles |

| Arbitro: | Maurelli (Roma) |

|                              |           |             |
| Bean 52’ Liedholm 62’ (rig.) | Marcatori | 22’ Virgili |

| Arbitro: | Menchini (Udine) |

|                          |           |                       |
| Lojacono 50’ Julinho 63’ | Marcatori | 55’ Ronzon 58’ Perani |

| Arbitro: | Orlandini (Roma) |

|                                          |           |                                   |
| Brighenti 44’ Hamrin 57’ Moro 65’ (rig.) | Marcatori | 8’ Virgili 81’ (aut.) Scagnellato |

#### Girone di ritorno
| Firenze 26 gennaio 1958 18ª giornata | Fiorentina     | 0 – 0 | Alessandria | Stadio Comunale\| Arbitro: \| Righi (Milano) \| |
| Arbitro:                             | Righi (Milano) |       |             |                                                 |

| Arbitro: | Moriconi (Roma) |

|                             |           |             |
| Ocwirk 47’ Firmani 56’, 88’ | Marcatori | 24’ Virgili |

| Arbitro: | Marchetti (Milano) |

|                         |           |             |
| Julinho 13’ Virgili 20’ | Marcatori | 4’ Pascutti |

| Arbitro: | Lo Bello (Siracusa) |

|             |           |              |
| Bettini 64’ | Marcatori | 58’ Montuori |

| Arbitro: | Gambarotta (Genova) |

|                          |           |            |
| Montuori 75’ Gratton 79’ | Marcatori | 42’ Marchi |

| Arbitro: | Rigato (Mestre) |

|                                 |           |  |
| Delfino 75’ (aut.) Montuori 89’ | Marcatori |  |

| Roma 9 marzo 1958 24ª giornata | Roma               | 0 – 0 | Fiorentina | Stadio Olimpico\| Arbitro: \| Campanati (Milano) \| |
| Arbitro:                       | Campanati (Milano) |       |            |                                                     |

| Arbitro: | Rigato (Mestre) |

|                              |           |              |
| Novelli 21’, 88’ Vinicio 57’ | Marcatori | 85’ Montuori |

| Arbitro: | Marchese (Napoli) |

|                                 |           |  |
| Pinardi 10’ (aut.) Montuori 62’ | Marcatori |  |

| Arbitro: | Marchetti (Milano) |

|                             |           |                    |
| Tacchi 3’ Armano 81’ (rig.) | Marcatori | 71’ (rig.) Cervato |

| Arbitro: | Annoscia (Bari) |

|              |           |                 |
| Lojacono 68’ | Marcatori | 19’ Del Vecchio |

| Arbitro: | Pieri (Trieste) |

|  |           |              |
|  | Marcatori | 51’ Bizzarri |

| Arbitro: | Ferrari (Milano) |

|                            |           |  |
| Segato 4’ Julinho 36’, 76’ | Marcatori |  |

| Torino 4 maggio 1958 31ª giornata | Juventus         | 0 – 0 | Fiorentina | Stadio Comunale\| Arbitro: \| Orlandini (Roma) \| |
| Arbitro:                          | Orlandini (Roma) |       |            |                                                   |

| Arbitro: | Moriconi (Roma) |

|                                            |           |                             |
| Lojacono 10’, 65’ Magnini 36’ Bizzarri 45’ | Marcatori | 60’, 69’ Danova 85’ Zagatti |

| Bergamo 18 maggio 1958 33ª giornata | Atalanta        | 0 – 0 | Fiorentina | Stadio Comunale\| Arbitro: \| Rigato (Mestre) \| |
| Arbitro:                            | Rigato (Mestre) |       |            |                                                  |

| Arbitro: | Ferrari (Milano) |

|                                                           |           |             |
| Virgili 4’, 50’, 64’ Montuori 5’ Julinho 34’ Bizzarri 47’ | Marcatori | 76’ Turatti |

### Coppa Italia

#### Fase a gironi
| Arbitro: | Babini (Ravenna) |

|                                                 |           |  |
| Savigni 5’ (aut.) Montuori 19’ Virgili 57’, 70’ | Marcatori |  |

| Arbitro: | Bartolomei (Roma) |

|            |           |  |
| Virgili 8’ | Marcatori |  |

| Arbitro: | Marchetti (Milano) |

|  |           |             |
|  | Marcatori | 8’ Lojacono |

| Arbitro: | Adami (Roma) |

|                         |           |                                        |
| Turotti 40’ Savigni 66’ | Marcatori | 5’ Segato 13’, 87’ Rozzoni 56’ Moretti |

| Arbitro: | Grillo (Napoli) |

|                      |           |                                                 |
| Pedemonte 88’ (rig.) | Marcatori | 10’ Segato 35’ Rozzoni 44’ Montuori 80’ Virgili |

| Arbitro: | Smorto (Reggio Calabria) |

|                                                  |           |  |
| Lojacono 12’ Segato 31’ Rozzoni 39’ Montuori 67’ | Marcatori |  |

#### Fase finale
| Arbitro: | Rebuffo (Milano) |

|                       |           |            |
| Hamrin 29’ Petris 30’ | Marcatori | 5’ Mariani |

| Arbitro: | Liverani (Torino) |

|                                         |           |                           |
| Montuori 21’ Petris 22’ Hamrin 87’, 89’ | Marcatori | 23’ Pivatelli 76’ Maschio |

| Arbitro: | Marchese (Napoli) |

|           |           |  |
| Prini 30’ | Marcatori |  |

## Statistiche

### Statistiche di squadra
| Competizione | Punti | In casa | In casa | In casa | In casa | In casa | In casa | In trasferta | In trasferta | In trasferta | In trasferta | In trasferta | In trasferta | Totale | Totale | Totale | Totale | Totale | Totale | DR  |
| Competizione | Punti | G       | V       | N       | P       | Gf      | Gs      | G            | V            | N            | P            | Gf           | Gs           | G      | V      | N      | P      | Gf     | Gs     | DR  |
| ------------ | ----- | ------- | ------- | ------- | ------- | ------- | ------- | ------------ | ------------ | ------------ | ------------ | ------------ | ------------ | ------ | ------ | ------ | ------ | ------ | ------ | --- |
| Serie A      | 43    | 17      | 12      | 5       | 0       | 37      | 13      | 17           | 4            | 6            | 7            | 19           | 23           | 34     | 16     | 11     | 7      | 56     | 36     | +20 |
| Coppa Italia | -     | 5       | 5       | 0       | 0       | 15      | 3       | 4            | 3            | 0            | 1            | 9            | 4            | 9      | 8      | 0      | 1      | 24     | 7      | +17 |
| Totale       |       | 22      | 17      | 5       | 0       | 52      | 16      | 21           | 7            | 6            | 8            | 28           | 27           | 43     | 24     | 11     | 8      | 80     | 43     | +37 |

### Statistiche dei giocatori
| Giocatore     | Serie A  | Serie A | Coppa Italia | Coppa Italia | Totale   | Totale |
| Giocatore     | Presenze | Reti    | Presenze     | Reti         | Presenze | Reti   |
| ------------- | -------- | ------- | ------------ | ------------ | -------- | ------ |
| Bartoli       | -        | -       | 2            | 0            | 2        | 0      |
| O. Biagi      | 4        | 0       | -            | -            | 4        | 0      |
| C. Bizzarri   | 16       | 4       | 1            | 0            | 17       | 4      |
| S. Carpanesi  | 9        | 0       | 1            | 0            | 10       | 0      |
| Castelletti   | -        | -       | 3            | 0            | 3        | 0      |
| S. Cervato    | 27       | 4       | 9            | 0            | 36       | 4      |
| G. Chiappella | 24       | 0       | 8            | 0            | 32       | 0      |
| G. Gratton    | 29       | 3       | 4            | 0            | 33       | 3      |
| R. Greatti    | -        | -       | 2            | 0            | 2        | 0      |
| K. Hamrin     | -        | -       | 3            | 3            | 3        | 3      |
| Julinho       | 28       | 7       | -            | -            | 28       | 7      |
| F. Lojacono   | 31       | 10      | 7            | 2            | 38       | 12     |
| A. Magnini    | 27       | 2       | 5            | 0            | 32       | 2      |
| M. Montuori   | 30       | 12      | 9            | 4            | 39       | 16     |
| Moretti       | -        | -       | 4            | 1            | 4        | 1      |
| P. Morosi     | 3        | 0       | 2            | 0            | 5        | 0      |
| A. Orzan      | 22       | 0       | 5            | 0            | 27       | 0      |
| G. Petris     | -        | -       | 2            | 2            | 2        | 2      |
| M. Prini      | 14       | 1       | -            | -            | 14       | 1      |
| E. Robotti    | 21       | 0       | 4            | 0            | 25       | 0      |
| O. Rozzoni    | -        | -       | 3            | 4            | 3        | 4      |
| G. Sarti      | 29       | -27     | 4            | -4           | 33       | -31    |
| A. Scaramucci | 3        | 0       | 4            | 0            | 7        | 0      |
| A. Segato     | 32       | 1       | 7            | 3            | 39       | 4      |
| Simoni        | -        | -       | 1            | 0            | 1        | 0      |
| Soldaini      | -        | -       | 4            | -2           | 4        | -2     |
| R. Taccola    | 2        | 0       | 1            | 0            | 3        | 0      |
| R. Toros      | 5        | -9      | 2            | -1           | 7        | -10    |
| G. Virgili    | 18       | 9       | 5            | 4            | 23       | 13     |

## Giovanili

### Piazzamenti
- Primavera:
  - Campionato Juniores Nazionali: Vincitore
  - Torneo di Viareggio: Secondo posto